# EHF-Europapokal der Pokalsieger der Frauen 1985/86
Der Europapokal der Pokalsieger der Frauen 1985/86 war die 10. Auflage dieses Wettbewerbes, an dem 20 Handball-Vereinsmannschaften aus 20 Ländern teilnahmen. Diese qualifizierten sich in der vorangegangenen Saison in ihren Heimatländern im Pokalwettbewerb für den Europapokal. Im Finale siegte die jugoslawische Mannschaft von RK Radnički Belgrad gegen den VfL Engelskirchen aus der Bundesrepublik Deutschland.

## Ausscheidungsrunde
|                       | Gesamt   |                         | Hinspiel | Rückspiel |
| --------------------- | -------- | ----------------------- | -------- | --------- |
| HC Elckerlyc Tongeren | 27:38    | Valur Reykjavík         | 15:18    | 12:20     |
| Arçelik SK Istanbul   | 23:57    | Admira Landhaus Wien    | 12:27    | 11:30     |
| Hapoel Ashdod         | 26:46    | SV Fides St. Gallen     | 13:24    | 13:22     |
| ASU Lyon              | 39:39(A) | Mades Seguros Castellon | 23:22    | 16:17     |

Durch ein Freilos zogen Sportist Kremikovtzi, Rødovre HK, VfL Engelskirchen, TSC Berlin, Cassano Magnago, RK Radnički Belgrad, Swift Roermond, Sverresborg IF, Terom Iasi, Start Bratislava, Avtomobilist Baku und Spartacus Budapest direkt in das Achtelfinale ein.

## Achtelfinale
|                         | Gesamt     |                      | Hinspiel | Rückspiel |
| ----------------------- | ---------- | -------------------- | -------- | --------- |
| Sverresborg IF          | 43:26      | SV Fides St. Gallen  | 23:09    | 20:17     |
| Avtomobilist Baku       | 49:46      | Start Bratislava     | 30:21    | 19:25     |
| Rødovre HK              | kampflos 1 | Valur Reykjavík      |          |           |
| Terom Iasi              | 65:37      | Admira Landhaus Wien | 39:17    | 26:20     |
| Spartacus Budapest      | 48:55      | TSC Berlin           | 23:23    | 25:32     |
| Sportist Kremikovtzi    | 45:46      | Cassano Magnago      | 25:20    | 20:26     |
| Mades Seguros Castellon | 32:60      | RK Radnički Belgrad  | 13:27    | 19:33     |
| Swift Roermond          | 27:33      | VfL Engelskirchen    | 16:16    | 11:17     |

## Viertelfinale
|                     | Gesamt   |                 | Hinspiel | Rückspiel |
| ------------------- | -------- | --------------- | -------- | --------- |
| Rødovre HK          | 41:41(A) | Sverresborg IF  | 22:17    | 19:24     |
| Avtomobilist Baku   | 58:51    | TSC Berlin      | 34:26    | 24:25     |
| VfL Engelskirchen   | 58:42    | Cassano Magnago | 31:21    | 27:21     |
| RK Radnički Belgrad | 52:42    | Terom Iasi      | 28:17    | 24:25     |

## Halbfinale
|                     | Gesamt |                   | Hinspiel | Rückspiel |
| ------------------- | ------ | ----------------- | -------- | --------- |
| Rødovre HK          | 34:41  | VfL Engelskirchen | 15:18    | 19:23     |
| RK Radnički Belgrad | 43:39  | Avtomobilist Baku | 27:20    | 16:19     |

## Finale
Das Hinspiel fand am 26. April 1986 in der Gummersbacher Sporthalle und das Rückspiel am 3. Mai 1986 im Športski centar Voždovac von Belgrad statt.
|                   | Gesamt |                     | Hinspiel | Rückspiel |
| ----------------- | ------ | ------------------- | -------- | --------- |
| VfL Engelskirchen | 48:51  | RK Radnički Belgrad | 25:24    | 23:27     |

### Hinspiel
| VfL Engelskirchen | VfL Engelskirchen | RK Radnički Belgrad | RK Radnički Belgrad |
| | Samstag, 26. April 1986 um 17:15 Uhr in Gummersbach (Sporthalle Gummersbach) Ergebnis: 25:24 (12:11) Zuschauer: 1.480 Schiedsrichter: Peter Haak, Henry Koppe ( Niederlande)                                                |                     |                     |
| Eike Bram, Patricia Ringsdorff – Corina Kunze (2), Gerda Umlauf (2), Dagmar Stelberg (10/2), Kerstin Jönßon (4), Petra Platen (3), Ann-Mari Winther (1), Michaela Erler (3) Trainer: Sigrid Bierbaum | Dušana Đukić, Manojla Mitrović – Aleksandra Budja (1), Svetlana Dašić-Kitić (4/2), Ljubinka Janković (2), Emilija Erčić (4), Mirjana Đurica (9/4), Stanica Gole (4), Tatjana Vujičić, Miljana Zarić Trainer: Ranko Janković |                     |                     |
| Jönßon, Umlauf | Budja (2×), Gole (2×), Đurica, Dašić-Kitić, Janković |                     |                     |
| Siebenmeter: 3 Versuche (2 verwandelt) | Siebenmeter: 8 Versuche (6 verwandelt) |                     |                     |

### Rückspiel
| RK Radnički Belgrad | RK Radnički Belgrad | VfL Engelskirchen | VfL Engelskirchen |
| | Samstag, 3. Mai 1986 in Belgrad (Športski centar Voždovac) Ergebnis: 27:23 (13:13) Zuschauer: 1.260 Schiedsrichter: Marrin Marin, Romeo ( Rumänien)                                                                                                   |                   |                   |
| Dušana Đukić, Manojla Mitrović – Delić, Aleksandra Budja, Svetlana Dašić-Kitić (3), Ljubinka Janković (1), Slana Vuković, Emilija Erčić (4), Mirjana Đurica (11/9), Stanica Gole (6), Tatjana Vujičić (2), Miljana Zarić Trainer: Ranko Janković | Eike Bram, Patricia Ringsdorff – Hiltrud Fernholz, Eva-Maria Mock, Corina Kunze (4), Dagmar Wigger , Rita Bockemühl, Dagmar Stelberg (6/2), Kerstin Jönßon (4/1), Petra Platen (4), Ann-Mari Winther (1), Michaela Erler (4) Trainer: Sigrid Bierbaum |                   |                   |
| Dašić-Kitić, Erčić, Zarić, Gole | Wigger (2×), Jönßon (2×), Stelberg, Erler |                   |                   |
| Siebenmeter: 11 Versuche (9 verwandelt) | Siebenmeter: 3 Versuche (3 verwandelt) |                   |                   |